# Relic Entertainment
Relic Entertainment ist ein kanadisches Entwicklungsstudio für Computerspiele aus Vancouver. Das 1997 gegründete Unternehmen ist Spezialist für Echtzeit-Strategiespiele und schuf unter anderem die Spielereihen Homeworld, Warhammer 40.000: Dawn of War sowie Company of Heroes. Zwischenzeitlich ein Tochterunternehmen von zunächst THQ (2004–2013) und Sega (2013–2024), ist das Studio mittlerweile wieder eigenständig.

## Geschichte

### Erste Erfolge mit Homeworld
Relic wurde 1997 in Vancouver, Kanada von Alex Garden und Luke Moloney gegründet. Ihr erster Titel, Homeworld, wurde ein großer, internationaler Erfolg. Obwohl sie nicht sofort mit der Lizenz von Homeworld weiterarbeiteten und Fortsetzungen entwickelten, gab es einen Ableger: Homeworld: Cataclysm, das von den Barking Dog Studios entwickelt und von Sierra Entertainment, dem Publisher der die Rechte besaß, veröffentlicht wurde.
Relics nächster Titel war Impossible Creatures, das 2002 von Microsoft produziert und herausgegeben wurde. Es spielt in einer fiktionalen Umgebung in den 30er Jahren und der Spieler kann Einheiten aus verschiedenen anatomischen Teilen von Tieren erschaffen. Das Spiel war zwar erfolgreich, bekam jedoch nicht die gleiche Aufmerksamkeit wie Homeworld.
Im September 2003 wurde die Fortsetzung Homeworld 2 veröffentlicht. Obwohl es mit verbesserter Grafik, Spielmechanik und neuen Features aufwartete, kam es bei den Kritikern nicht ganz so gut an wie sein Vorgänger.

### Die THQ-Jahre: Dawn of War und Company of Heroes
Am 27. April 2004 kündigte der Publisher THQ an, dass er Relic für fast zehn Millionen Dollar akquirieren wird. Die Übernahme wurde im frühen Mai 2004 abgeschlossen. Daneben erwarb THQ von Sierra die Rechte an der Homeworld-Reihe.
Am 20. September 2004 veröffentlichte Relic Warhammer 40.000: Dawn of War, ein Echtzeit-Strategiespiel, das auf der Lizenz von Games Workshops bekanntem Tabletop-Universum Warhammer 40.000 basiert. Das Spiel war ein Erfolg, viele Kritiker lobten es für sein innovatives Ressourcen-Management und das Squad-basierte Interface. Darauf aufbauend veröffentlichte Relic am 19. September 2005 ein Add-on namens Winter Assault. Die Erweiterung fügte die die Imperiale Armee als fünfte spielbare Fraktion hinzu und erweiterte die vorhandenen Fraktionen um neue Einheiten. Die Erweiterung hatte zwar Erfolg, war aber nicht so bedeutend wie das Hauptspiel.
Relics erster Ausflug in die Welt der Spielkonsolen, der Third-Person-Shooter The Outfit, wurde am 13. März 2006 für die Xbox 360 veröffentlicht. Es war nicht sehr erfolgreich und wurde für seine schwachen Einzelspieler-Modi kritisiert.
Am 11. September 2006 wurde Company of Heroes veröffentlicht, ein im Zweiten Weltkrieg angesiedeltes Echtzeit-Strategiespiel, in dem Relics neue Game Engine Essence zum Einsatz kam. Diese unterstützte seinerzeit moderne Funktionen wie HDR oder dynamisches Leuchten und nutzte unter anderem auch die Physik-Engine Havok. Das Spiel war äußerst erfolgreich und gewann viele Preise von verschiedenen Spiele-Magazinen und Webseiten.
Nur wenig später, am 9. Oktober 2006, wurde ein zweites, alleine lauffähiges Add-on für Dawn of War veröffentlicht. Dark Crusade brachte viele neue Dinge: zwei neue Fraktionen (die Necrons und die Tau), neue Einheiten für die existierenden Fraktionen und eine rundenbasierte Kampagne, sowie ein Rebalancing und die Anpassung einiger bisheriger Spielelemente. Dark Crusade war immer noch erfolgreich, aber viele Kritiker bemerkten, dass es vom Erfolg von Company of Heroes überschattet wurde. Dennoch gewann Dark Crusade viele Preise (Bestes Add-on 2006).
Mit Opposing Fronts erschien am 28. September 2007 ein Standalone-Add-on zu Company of Heroes. Mit ihm wurden zwei neue spielbare Armeen eingeführt, die britische 2. Armee und die deutsche Panzerelite.
In Zusammenarbeit mit Iron Lore Entertainment entwickelte Relic eine dritte Erweiterung für Dawn of War, welche am 7. März 2008 veröffentlicht wurde. Wie bereits Dark Crusade kann Soulstorm sowohl unabhängig als auch in Verbindung mit dem Grundspiel Dawn of War gespielt werden, hat zwei neue Armeen (die Dark Eldar sowie die Sisters of Battle) und es können erstmals Lufteinheiten eingesetzt werden.
Im Juni 2010 kündigten THQ und Relic einen Free-to-play-Ableger zu Company of Heroes an. September 2010 ging Company of Heroes Online in die offene Betaphase. Im selben Monat verstarb Lead Designer Brian Wood bei einem Verkehrsunfall. Nach sechs Monaten verkündete THQ die Beendigung des Beta-Tests, verbunden mit der Einstellung, des Projekts zum 31. März 2011.
Mit Warhammer 40.000: Space Marine veröffentlichte Relic 2011 einen Third-Person-Shooter im Warhammer-40k-Universum. Ursprünglich als Trilogie geplant, blieb auch diese Veröffentlichung hinter den Verkaufserwartungen des kriselnden Mutterkonzerns zurück, weshalb eine Fortsetzung ausgeschlossen wurde.

### Übernahme durch Sega
Nach der Insolvenz des Mutterkonzerns THQ wurde Relic Games bei einer Auktion am 23. Januar 2013 mitsamt der Rechte an Company of Heroes für 26,6 Millionen US-Dollar vom japanischen Publisher Sega übernommen, der damit ein nur wenig niedrigeres Gebot von Zenimax ausstach. Die Rechte an der Homeworld-Reihe erwarb dagegen Gearbox Software. Zum Zeitpunkt der Übernahme bezifferte Sega die Verkaufszahlen der Gesamtreihe Dawn of War insgesamt auf sieben Millionen Exemplare, die von Company of Heroes auf vier Millionen. Kurz nach der Übernahme brachten Relic und Sega Company of Heroes 2 in den Handel, das in der ersten Verkaufswoche 380.000 Kopien in Europa und Nordamerika absetzte. Bis März 2014 stiegen diese Zahlen auf 680.000 verkaufte Exemplare.
Auf Initiative von Nordic Games und seiner Tochter THQ Nordic konnte 2015 die unklare Rechtesituation um Impossible Creatures geklärt werden. Die Marke wurde von Sega und Relic an THQ Nordic verkauft, die das Spiel anschließend wiederveröffentlichten.
Relic veröffentlichte 2017 Dawn of War 3, das sich jedoch als wirtschaftlicher Fehlschlag erwies. Bei gerade einmal 600.000 verkauften Einheiten stoppte das Studio bald nach Veröffentlichung den Support und bereits geplante Erweiterungen wurden nicht mehr weiter verfolgt. Im Auftrag von Microsoft entwickelte das Unternehmen den vierten Teil der Echtzeit-Strategiereihe Age of Empires. Es erhielt die Auszeichnung als bestes Strategie-/Simulationsspiel sowohl bei den Game Awards als auch den DICE Awards. 2023 erschien der Company of Heroes 3, der 2021 erschien. 2024 veräußerte Sega das Studio an eine unabhängige Investorengruppe, wodurch das Studio wieder selbständig wurde.

## Veröffentlichungen
- Homeworld (1999)
- Impossible Creatures (2002)
- Homeworld 2 (2003)
- Warhammer 40.000: Dawn of War (2004)
- Warhammer 40.000: Dawn of War – Winter Assault (2005)
- The Outfit (2006)
- Company of Heroes (2006)
- Warhammer 40.000: Dawn of War – Dark Crusade (2006)
- Company of Heroes: Opposing Fronts (2007)
- Warhammer 40.000: Dawn of War – Soulstorm (März 2008)
- Warhammer 40.000: Dawn of War II (Februar 2009)
- Company of Heroes: Tales of Valor (April 2009)
- Company of Heroes Online (2009–2011)
- Warhammer 40.000: Dawn of War II – Chaos Rising (März 2010)
- Warhammer 40.000: Dawn of War II – Retribution (März 2011)
- Warhammer 40.000: Space Marine (September 2011)
- Company of Heroes 2 (Juni 2013)
- Company of Heroes 2: The Western Front Armies (2014)
- Company of Heroes 2: Ardennes Assault (2014)
- Company of Heroes 2: The British Forces (2015)
- Warhammer 40.000: Dawn of War 3 (April 2017)
- Age of Empires IV (Oktober 2021)
- Company of Heroes 3 (Februar 2023)

## Auszeichnungen
- Bester Entwickler, IGN.com Best of 2006 Awards[20]

## Belege
1. ↑  Curt Feldman: THQ discloses Relic purchase price. In: GameSpot. 11. August 2004, abgerufen am 23. Januar 2013 (englisch).
2. ↑  Redaktion: THQ Confirms Homeworld Rights Rumors. In: Edge Online. 5. November 2007, archiviert vom Original am 3. April 2013; abgerufen am 29. März 2024 (englisch).
3. ↑  Dean Takahashi: Company of Heroes returns as free-to-play online game in U.S. In: VentureBeat. 3. Juni 2010, abgerufen am 29. März 2024 (amerikanisches Englisch).
4. ↑  Max Wildgruber: Company of Heroes Online: Open-Beta am Horizont. In: IGN Deutschland. 31. August 2010, abgerufen am 29. März 2024.
5. ↑  Sebastian Thöing: Company of Heroes Online: Entwickler Brian Wood bei Verkehrsunfall getötet. In: PC Games. 6. September 2010, archiviert vom Original am 9. März 2016; abgerufen am 7. August 2022.
6. ↑  Christian Fritz Schneider: Company of Heroes Online - Online-Ableger wird eingestellt. In: GameStar. 2. Februar 2011 (gamestar.de [abgerufen am 29. März 2024]).
7. ↑  THQ's Bilson 'not sure there's room' for Space Marine sequel alongside MMO. In: Engadget. (engadget.com [abgerufen am 2. September 2018]).
8. ↑  Sebastian Jäger: SEGA übernimmt Relic, Koch Media Volition und Metro, Ubisoft South Park *Update*. In: Gamona. Webguidez Entertainment, 23. Januar 2013, abgerufen am 24. Januar 2013.
9. ↑  Samit Sarken: Sega offers $26.6M for Relic Entertainment in THQ auction, ZeniMax bids $26.3M. In: Polygon. 23. Januar 2013, abgerufen am 3. August 2021 (englisch).
10. ↑  Kyle Orland: Going once, going twice! Gearbox picks up Homeworld in THQ auction. In: Ars Technica. 22. April 2013, abgerufen am 2. Oktober 2013 (englisch).
11. ↑  Notice of SEGA's Acquisition of Relic Entertainment and Some IPs Owned by THQ Inc. In: Unternehmenswebsite. Sega, 24. Januar 2013, archiviert vom Original am 28. Januar 2013; abgerufen am 26. Januar 2013 (englisch).
12. ↑  Max Falkenstern: Mehr als 300.000 verkaufte Exemplare. In: Games Aktuell. 31. Juli 2013, abgerufen am 14. Dezember 2016.
13. ↑  Wesley Yin-Poole: How are Sega's video games selling? In: Eurogamer. Gamer Network, 9. Mai 2014, abgerufen am 9. Mai 2014 (englisch).
14. ↑  Brenna Hillier: The improbable journey of Impossible Creatures. In: VG247. 23. November 2015, abgerufen am 5. Januar 2017 (englisch).
15. ↑  Relic: no “major content” planned for Dawn of War 3 after it fails to hit targets. In: Rock, Paper, Shotgun. 8. Februar 2018, abgerufen am 10. Juni 2018 (amerikanisches Englisch).
16. ↑  Dawn of War 3 ist tot - Versprochene Erweiterungen kommen nicht mehr. (gamestar.de [abgerufen am 10. Juni 2018]).
17. ↑  Adam Bankhurst: The Game Awards 2021 Winners: The Full List. In: IGN. 10. Dezember 2021, abgerufen am 13. Dezember 2021 (englisch).
18. ↑  Adam Bankhurst: DICE Awards 2022 Winners: The Full List. In: IGN. 25. Februar 2022, abgerufen am 15. März 2022 (englisch).
19. ↑  Gameswirtschaft: SEGA verkauft Relic Entertainment und streicht Jobs. In: GamesWirtschaft.de. 28. März 2024, abgerufen am 28. März 2024 (deutsch).
20. ↑  IGN.com presents The Best of 2006. Archiviert vom Original (nicht mehr online verfügbar) am 16. Oktober 2013; abgerufen am 7. August 2022.